# Luís Gonzaga Ferreira da Silva
Luís Gonzaga Ferreira da Silva SJ (* 2. April 1923 in Rebordões; † 7. August 2013 im Distrikt Angónia, Mosambik) war ein portugiesischer Ordensgeistlicher und Bischof von Lichinga. 

## Leben
Luís Gonzaga Ferreira da Silva trat der Ordensgemeinschaft der Jesuiten bei und empfing am 11. Juli 1953 die Priesterweihe. Er war Missionar im Distrikt Angónia in der Provinz Tete, Mosambik.
Papst Paul VI. ernannte ihn am 10. November 1972 zum Bischof von Vila Cabral im Norden von Mosambik. Der Apostolische Nuntius in Portugal Giuseppe Maria Sensi weihte ihn am 17. Dezember 1972 zum Bischof; Mitkonsekratoren waren  Francisco Nunes Teixeira, Bischof von Quelimane, und Augusto César Alves Ferreira da Silva CM, Bischof von Tete. Nach Umbenennung des Bistums Vila Cabral zum Bistum Lichinga blieb er im Amt. 
Am 25. Januar 2003 nahm Papst Johannes Paul II. seinen altersbedingten Rücktritt an.